# Сеймур Маллінгс
Сеймур св. Едуард «Фогг» Маллінгс (англ. Seymour St. Edward "Foggy" Mullings) (12 травня 1931, Кейв-Валлі, Ямайка, Британська Вест-Індія — 9 жовтня 2013, Кінгстон, Ямайка) — ямайський політик. Міністр закордонних справ Ямайки (1995—2000).

## Життєпис
Закінчив коледж Ямайки в Сенкт-Ендрю. У 1940—1960-і рр. працював джазовим піаністом, також був органістом в англіканській церкві на Кайманах. Обіймав посаду президента федерації музикантів Ямайки, в 1997 р. був занесений до Зали джазової Слави. Його племінником є ді-джей Тоні Ребел.
У 1969—1983 і 1989—2002 рр. — депутат Палати представників.
У 1989—1990 рр. — міністр фінансів Ямайки.
У 1979—1980 рр. — міністр охорони здоров'я і соціального забезпечення Ямайки.
У 1990—1995 рр. — міністр сільського господарства Ямайки.
У 1993—2001 рр. — заступник прем'єр-міністра Ямайки.
У 1995—2000 рр. — міністр закордонних справ Ямайки.
У 2001—2004 рр. — Надзвичайний і Повноважний Посол Ямайки в США.